# Hermocreont (escultor)
Hermocreont (grec antic: Ἑρμοκρέων, llatí: Hermocreon) fou un arquitecte i escultor grec que va ser el constructor del colossal altar a Pàrion, a la Propòntida. Estrabó en lloa la grandiositat.